# Inklusionsisotonie
Die Inklusionsisotonie stellt eine der fundamentalen Eigenschaften der Intervallrechnung dar. Dabei kann im Allgemeinen der Wertebereich einer Funktion eingeschränkt werden, wodurch ein genaueres Ergebnis erzielt werden kann. Allerdings ist zu beachten, dass verschiedene untereinander äquivalente Darstellungen einer Funktion zu verschiedenen Wertebereichseinschließungen führen können. Der Wertebereich wird hierbei stets eingeschlossen, niemals jedoch unterschätzt. Ziel ist es dabei, möglichst nahe an das gewünschte Ergebnis zu gelangen bzw. den Wertebereich möglichst weit einzuschränken.
Die Inklusionsisotonie ist eine wichtige Eigenschaft von Intervallen bei Intervallerweiterungen. Sie findet ihre Anwendung vor allem im Bereich der Intervallanalysis und der Numerischen Mathematik.

## Definition
Konkret besagt sie, dass eine beliebige Funktion {\displaystyle f(x)} in ihrer Intervallerweiterung {\displaystyle F(X)} enthalten ist für alle {\displaystyle x\in X}, dass also {\displaystyle F(X)} alle Werte von {\displaystyle f(x)} beinhaltet. Mathematisch ausgedrückt bedeutet dies:
{\displaystyle x\in X\Rightarrow f(x)\in F(X)\wedge X\subseteq Y\Rightarrow F(X)\subseteq F(Y)} 
Jede Intervallerweiterung, die diese Eigenschaft besitzt, heißt inklusionsisoton. Die Operationen der Intervallarithmetik, die hier beteiligt sind, erfüllen dann:
{\displaystyle X_{1}\subseteq Y_{1},X_{2}\subseteq Y_{2}\Rightarrow X_{1}\odot X_{2}\subseteq Y_{1}\odot Y_{2}}